# Emma Löwenstamm
Emma Löwenstamm (1. července 1879 Náchod – 9. ledna 1941 Praha) byla česká malířka a grafička.

## Život
Narodila se v Náchodě do židovské rodiny obchodníka s plátnem Bertholda Löwenstamma. Před koncem 19. stol. se rodina přestěhovala do Vídně. Zde počala rozvíjet svůj umělecký talent a navštěvovala soukromé kurzy grafiky a malování. Studovala u židovského malíře portrétů Davida Kohna a následně se vzdělávala u prof. Ferdinanda Schmutzera. Od roku 1901 začala svá díla vystavoval a po roce 1910 již pravidelně obesílala výstavy pořádané rakouským "Künstlerbundem" a dalšími spolky. Její rané kresby se brzy staly součástí uměleckých sbírek vídeňské Albertiny nebo Městského muzea v Salcburku. V roce 1920 opustila Vídeň a přesídlila spolu se svým životním partnerem, politikem a spisovatelem Ernstem Viktorem Zenkerem do Jablonce nad Nisou. V roce 1922 se stala členkou Spolku německých malířek v Praze a pravidelně se zúčastňovala i jejich výstav. Veřejnosti byla spíše známá jako tvůrkyně ex libris a grafických listů. V Jablonci se věnovala portrétování místní honorace v duchu realistické malby 19. století. Zemřela v Praze v lednu 1941.

## Galerie

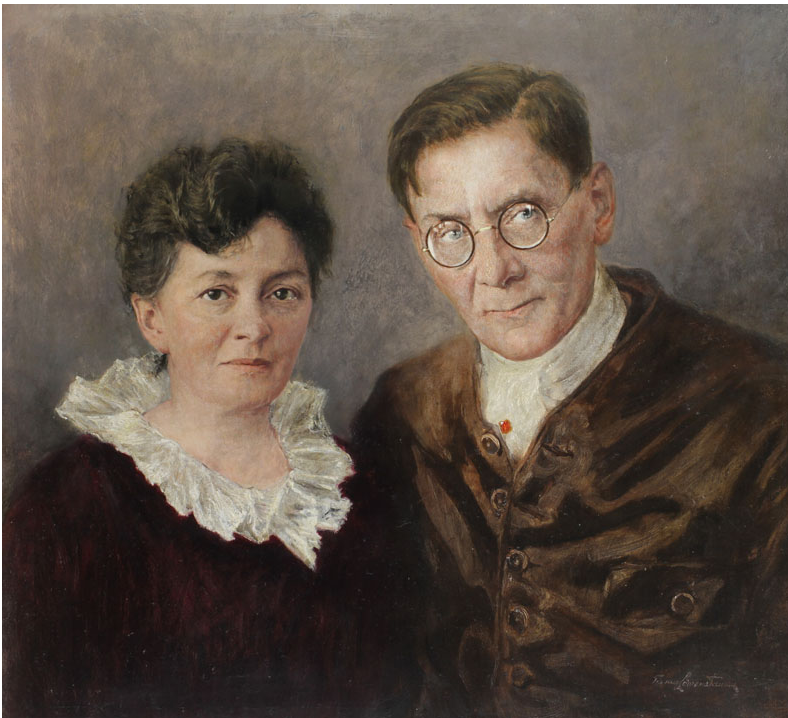
Portrét manželského páru
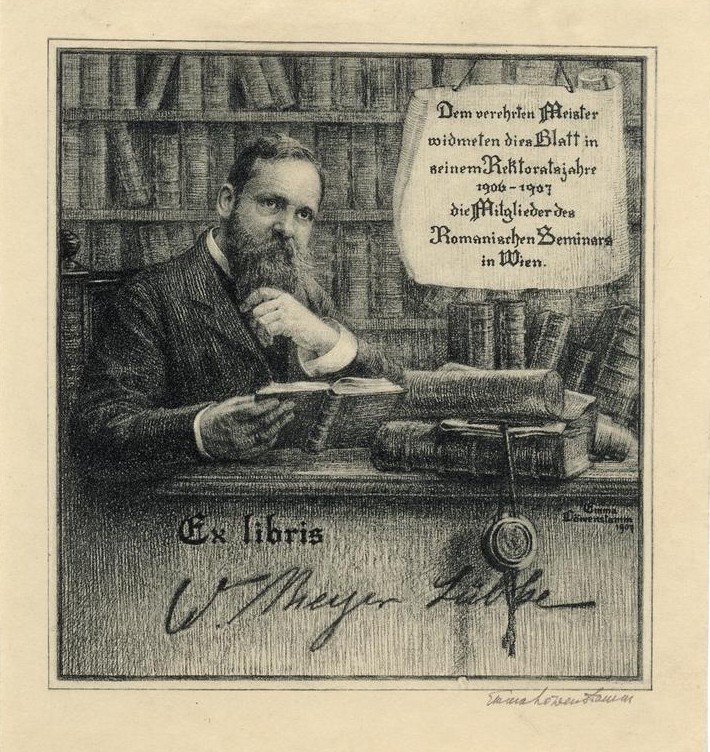
Ex libris W. Meyer Lübke
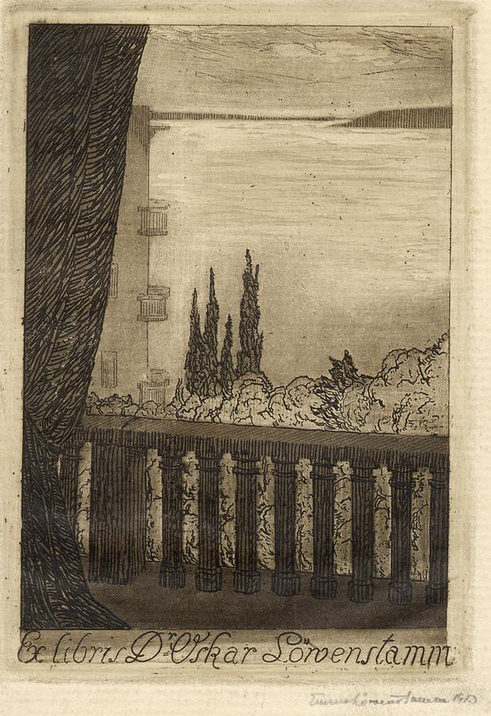
Exlibris Dr. Oskar Löwenstamm (1913)
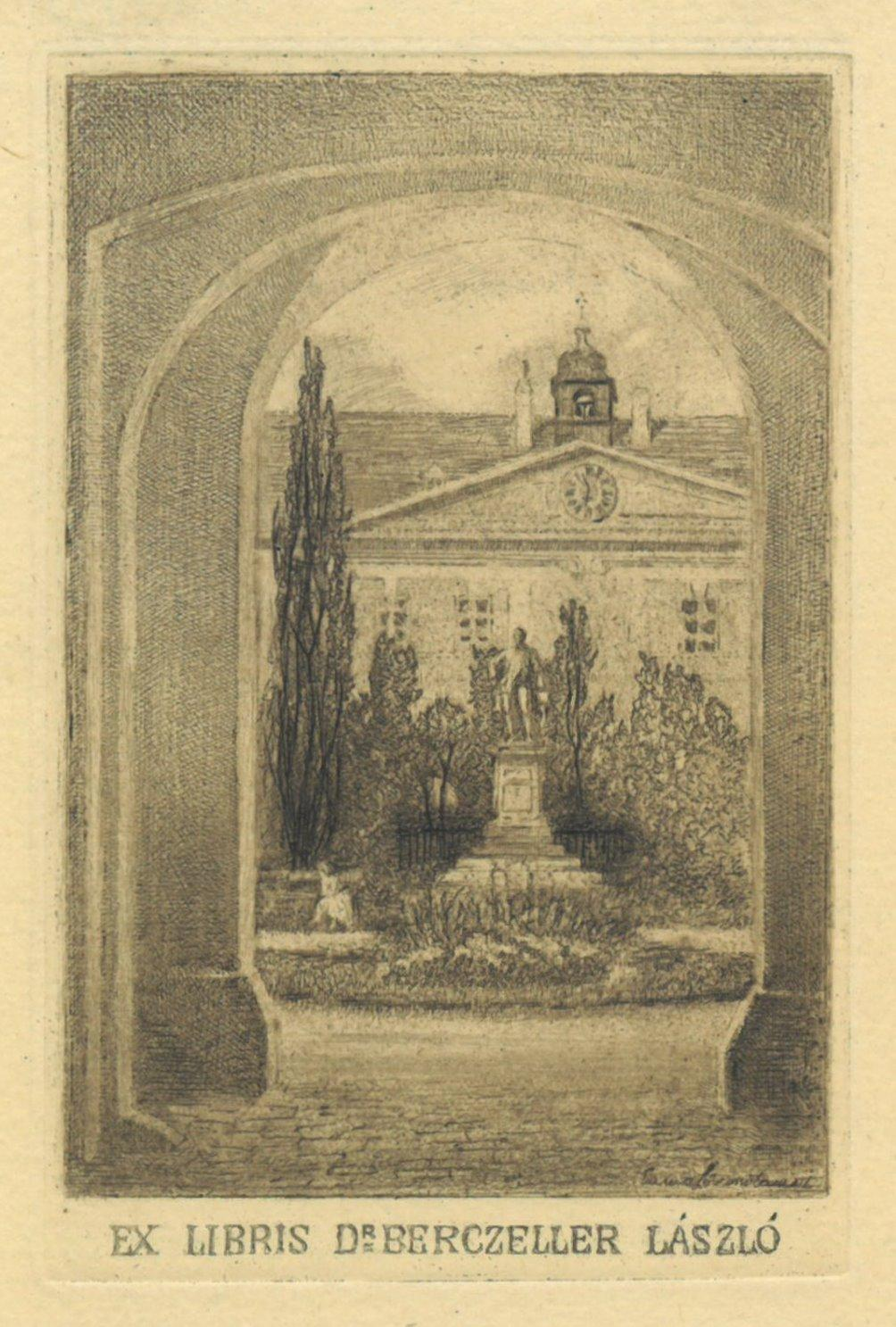
Exlibris chemika Laszla Berczellera (kol. 1910)
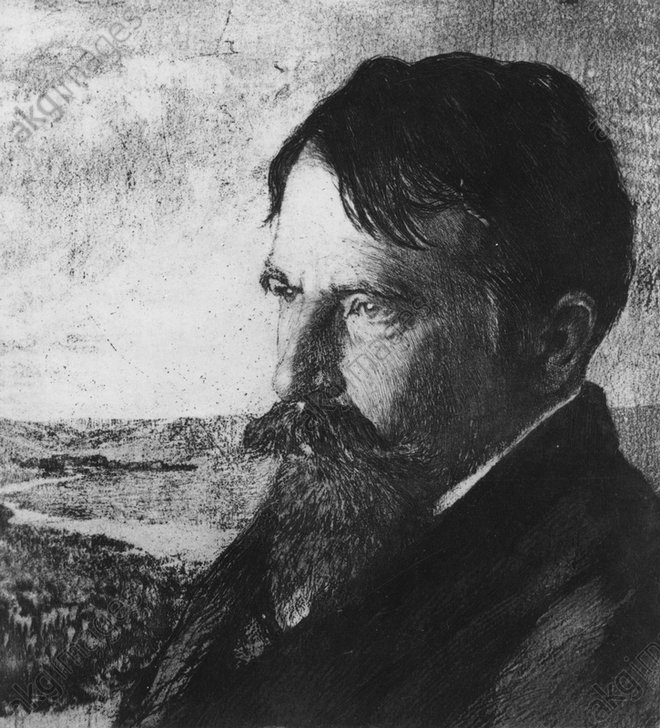
Portrét Arthura Schnitzlera, lept (1911)
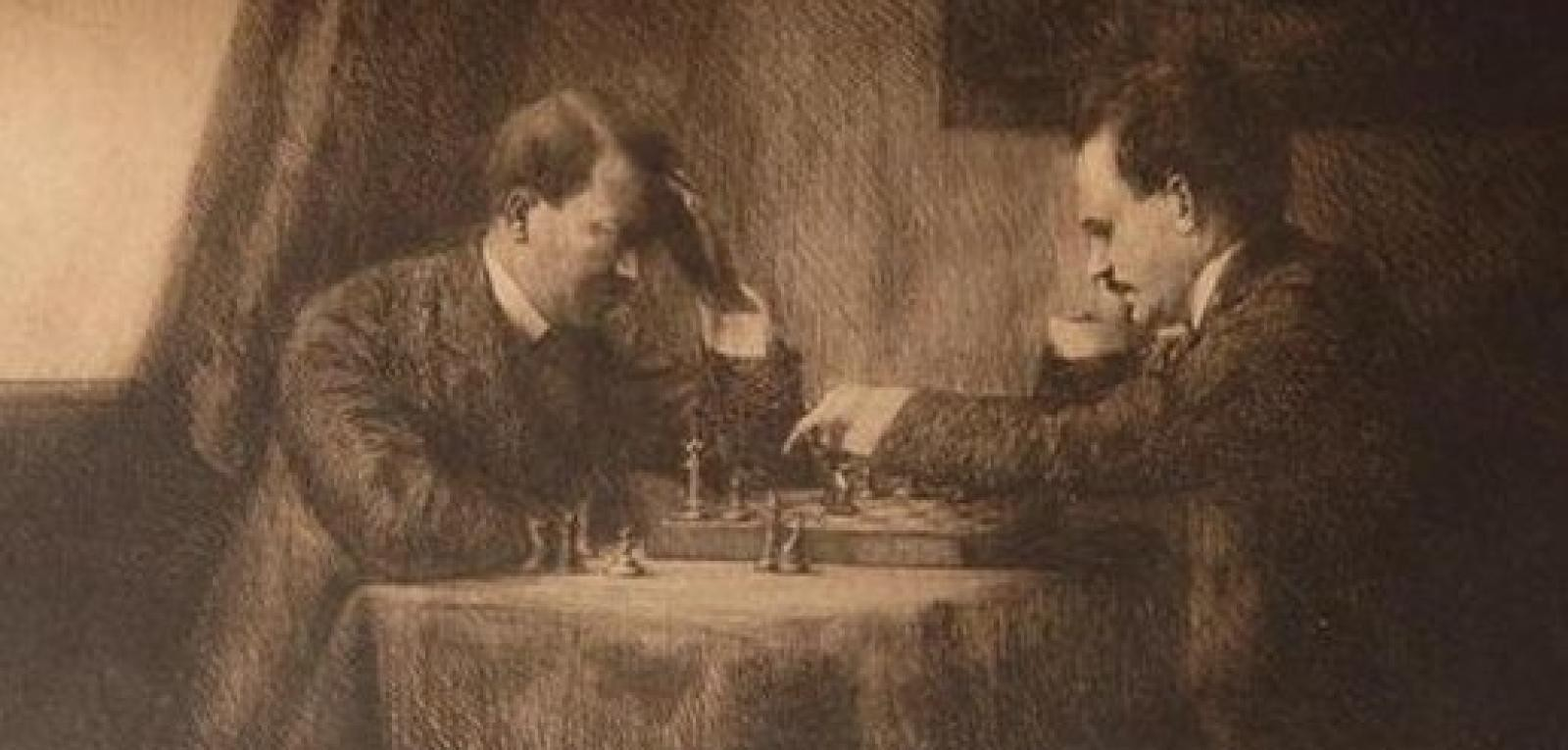
Adolf Hitler hraje šachy s Leninem (1909)